# Josef Hasenfuß
Josef Hasenfuß (* 28. Juni 1901 in Karbach; † 31. Oktober 1983 ebenda) war katholischer Geistlicher und Theologieprofessor an der Julius-Maximilians-Universität Würzburg.

## Leben und Wirken
Hasenfuß wurde am 20. März 1927 zum Priester geweiht. Nach Kaplansjahren in Erlenbach, Tiefenthal und Marktheidenfeld war er vom 17. Dezember 1928 bis 15. September 1931 Pfarrverweser an der Burkarder Kirche. 1929 promovierte er in Theologie in Würzburg und 1933 in Philosophie in München. Die Habilitation erfolgte 1936 wiederum in Würzburg. Bis 1937 war er Dozent für Fundamentaltheologie und vergleichende Religionswissenschaften anf der Universität Würzburg. Danach wechselte er nach Freising bis zur Auflösung der dortigen Hochschule und erhielt 1939 einen Lehrauftrag für philosophisch-theologische Propädeutik an der Alma Julia. Nach dem Zweiten Weltkrieg wurde er zunächst Extraordinarius für Apologetik und Dogmatik in Freising. Hasenfuß verfasste Chroniken und Festschriften für die Orte Erlenbach, Tiefenthal, Neubrunn, Karbach, Hafenlohr, Marienbrunn, Windheim und Urspringen. 

## Professor in Würzburg
Ab dem 1. März 1948 war er Lehrstuhlinhaber für Fundamentaltheologie und vergleichende Religionswissenschaft  in Würzburg, Vorstand des dortigen Apologetischen Seminars, leitete das Missionswissenschaftliche Seminar (Mariannhill) und war neun Jahre lang Pressereferent der Universität Würzburg. Er war Dekan der Katholisch-Theologischen Fakultät 1948/49 und 1956/57. Zu seinen Doktoranden gehörte unter anderem 1964 der spätere Bischof Paul-Werner Scheele, zu seinen Habilitanden der Religionswissenschaftler Hubertus Mynarek und der Religionsphilosoph Eugen Biser. Am 30. September 1969 wurde Hasenfuß emeritiert.

## Ehrenbürger
- Erlenbach
- Tiefenthal
- Karbach
- Urspringen

## Ehrungen und Auszeichnungen (Auszug)
- Päpstlicher Hausprälat
- Bundesverdienstkreuz Erster Klasse 1965
- Bayerischer Verdienstorden

## Veröffentlichungen (Auswahl)
- Christliche Existenz heute (1947)
- Was ist Religion? (1962)
- Glauben, aber warum? (1963)
- Gemeinschaftsmächte und Religion - Religionssoziologie 1 (1964)
- Strukturelemente der Weltreligionen - Religionssoziologie 2 (1964)
- Soziologismus und Existenzialismus als Religionsersatz (1965)
- Die Bischöfe - Nachfolger der Apostel (1970)